# Princípio de realidade
Na psicanálise de Sigmund Freud, o princípio de realidade caracteriza-se pelo adiamento da gratificação. Tal princípio opõe-se ao princípio de prazer, o qual conduz o indivíduo a buscar o prazer e evitar a dor sem restrições. Faz parte do amadurecimento normal do indivíduo aprender a suportar a dor e adiar a gratificação. Ao fazer isso, o indivíduo passa a reger-se menos pelo princípio de prazer e mais pelo princípio de realidade.
Respeitar o princípio de realidade consiste em dar conta das exigências do mundo real e das consequências dos próprios atos. O homem entra em contato com a realidade física e social, com deficiência de bens e cheia de normas e regras sociais. Essa realidade é dominada pela necessidade, escassez e forçosamente pela luta da vida. Assim ele tem que viver sob o princípio da realidade que leva em consideração uma série de elementos antagônicos: ele e os outros,  a vida individual e a vida coletiva, o prazer e o trabalho, a escassez e a saciedade, a espontaneidade e a dominação social etc. Através do princípio da realidade, o homem deve encontrar seu caminho para a sobrevivência.